# Haynsburg
Haynsburg ist ein Ortsteil der Gemeinde Wetterzeube im Burgenlandkreis in Sachsen-Anhalt.

## Geographie

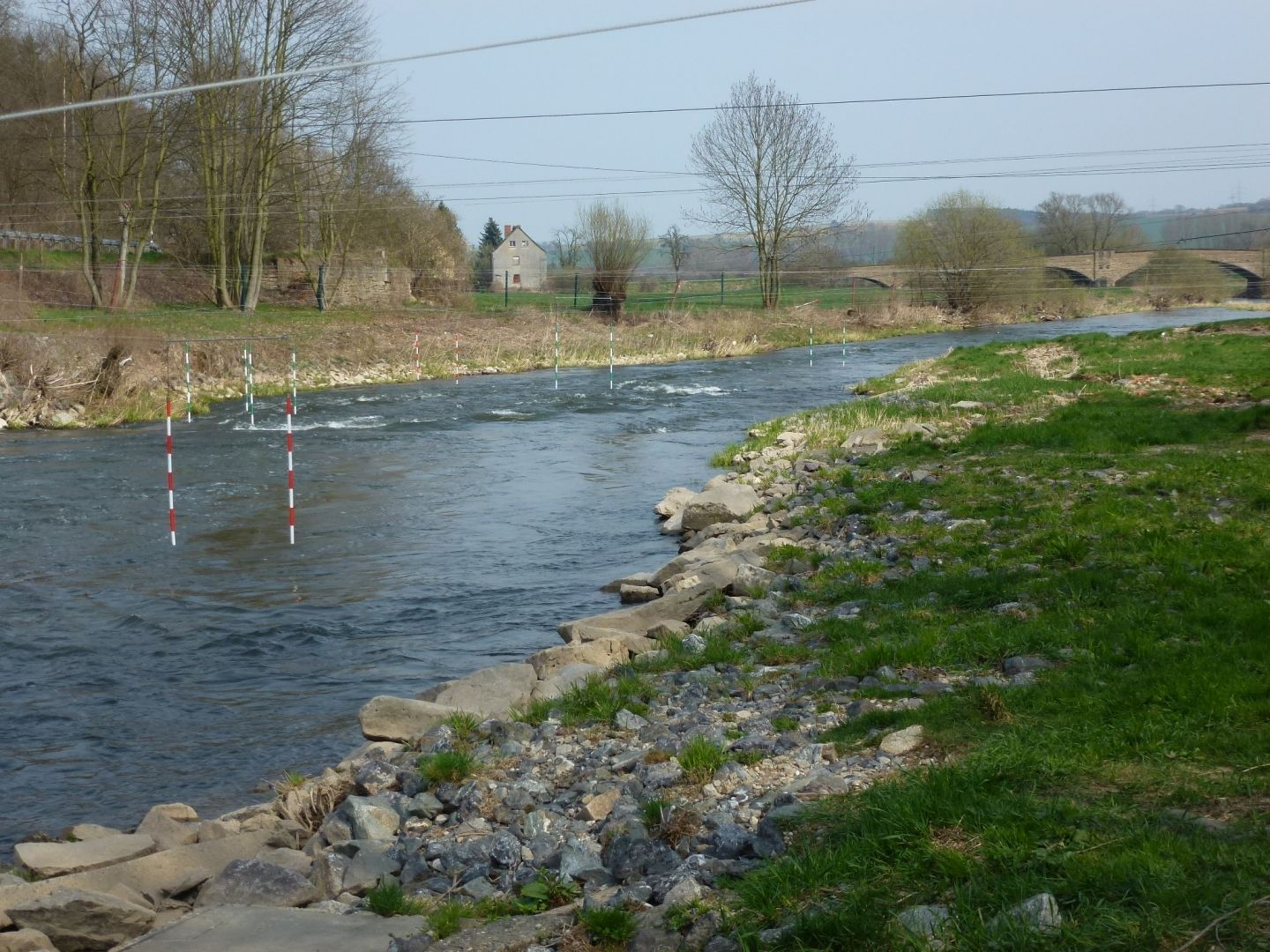
Historische Steinbogen-Brücke über die Weiße Elster (mit Wildwasserstrecke) bei Haynsburg (2013)

Haynsburg liegt etwa 7 km südwestlich von Zeitz und 10 km nördlich von Bad Köstritz am rechten Ufer der Weißen Elster, während der Bahnhof sich am linken Ufer befindet.

## Geschichte

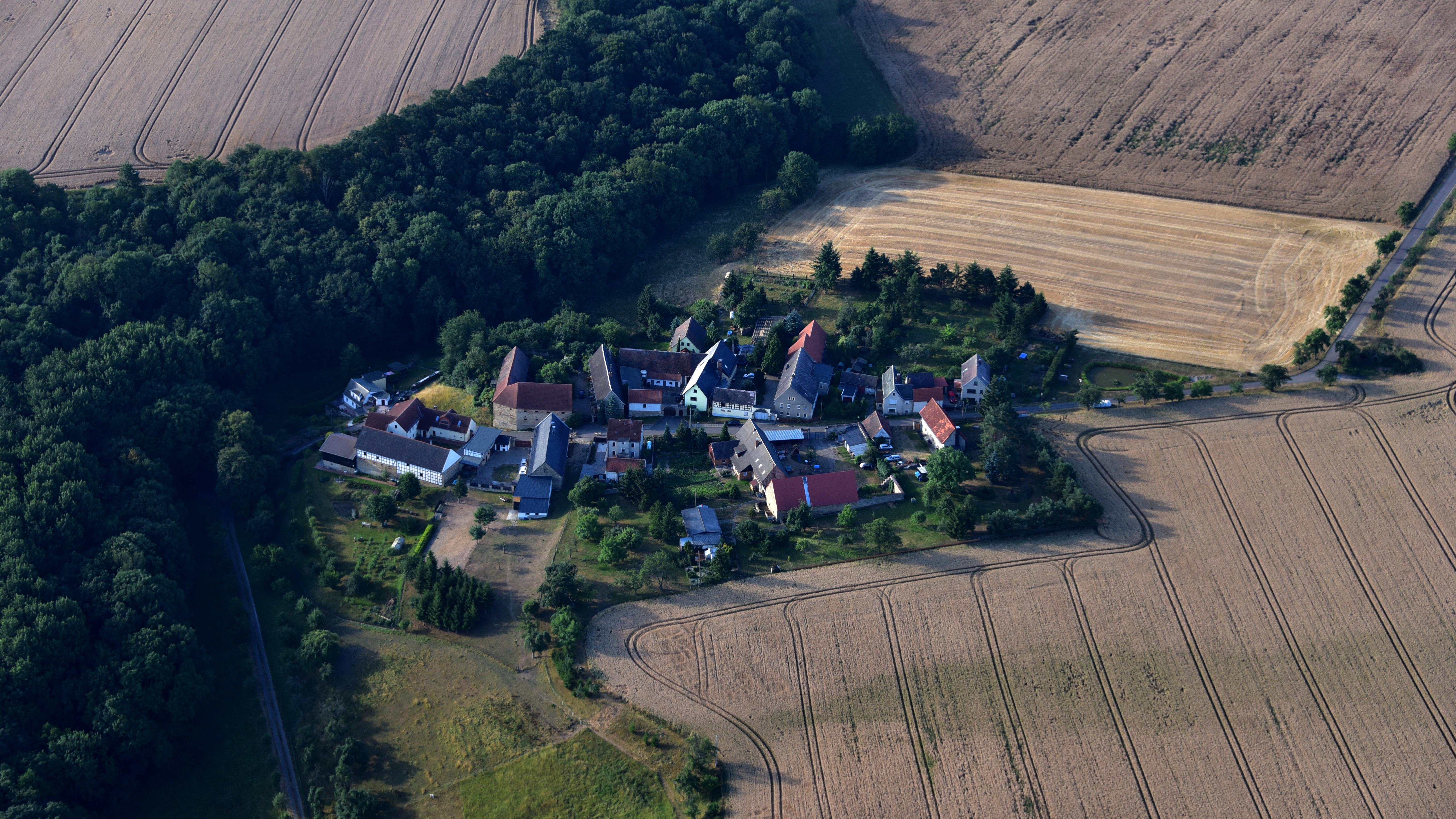
Katersdobersdorf, Luftaufnahme (2018)

Haynsburg war bis 1792 Sitz des Amtes Haynsburg.
Haynsburg war 1624 von Hexenverfolgung betroffen. Gertraudt Häußler geriet in einen Hexenprozess und wurde verbrannt.
Am 1. Juli 1950 wurden die bis dahin eigenständigen Gemeinden Katersdobersdorf, Raba und Sautzschen eingegliedert.
Im Ortsteil Sautzschen unterhielten die Berliner Verkehrsbetriebe in der Neuen Mühle ein Betriebsferienheim.
Am 1. Januar 2010 schlossen sich die Gemeinden Haynsburg und Breitenbach mit der Gemeinde Wetterzeube zur neuen Gemeinde Wetterzeube zusammen.
Entwicklung der Einwohnerzahl (ab 1995 31. Dezember):
| - 1990 – 549 - 1995 – 564 - 2000 – 580 | - 2001 – 567 - 2002 – 576 - 2003 – 582 |

 Datenquelle: Statistisches Landesamt Sachsen-Anhalt

## Infrastruktur

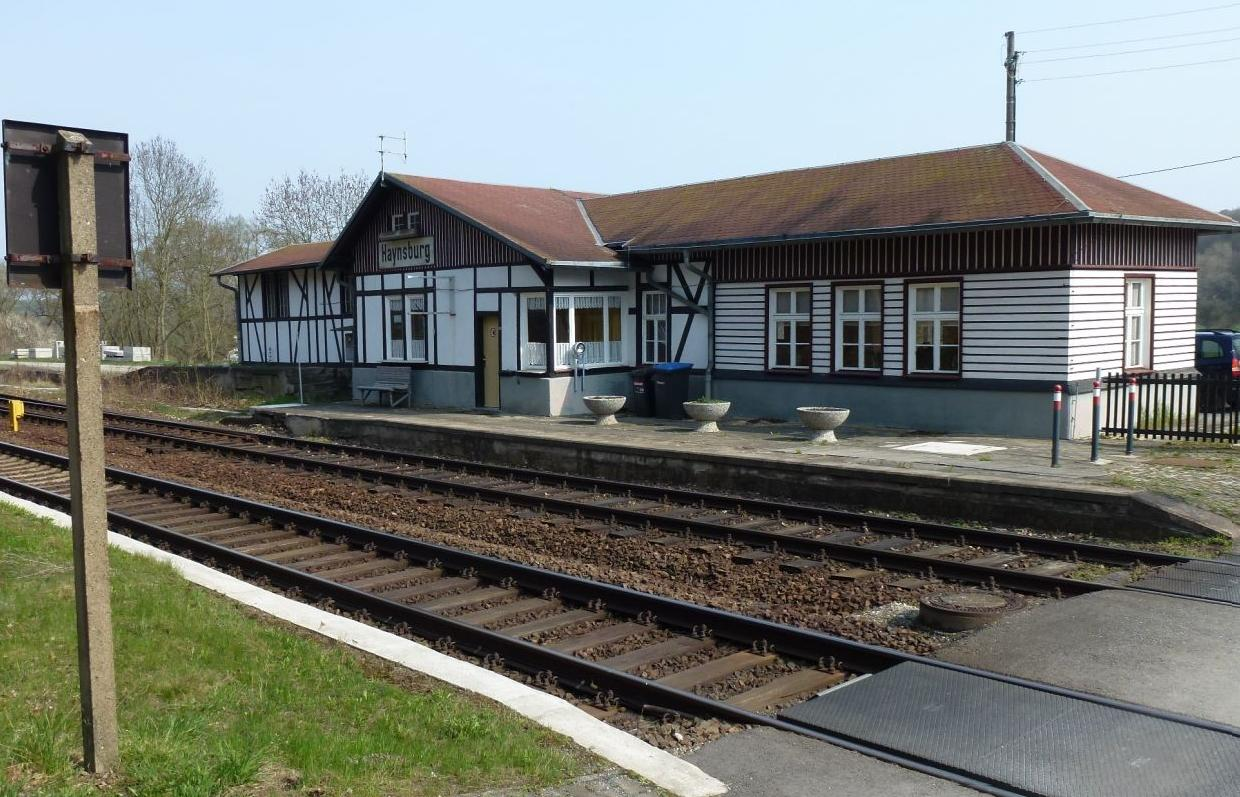
Bahnhof (2013)

Haynsburg besitzt einen Bahnhof mit markantem Empfangsgebäude an der Bahnstrecke Leipzig–Probstzella. Seit Anfang 2011 ist er kein planmäßiger Reisezughalt mehr.

## Gastronomie
In der Burg Haynsburg befindet sich aktuell (2025) die Burgschänke & Herberge „Zur Haynsburg“ (Gaststätte mit Pension).

## Persönlichkeiten

### Söhne und Töchter des Ortes
- Erich Wagenbreth (1905–1955), Politiker (SED)
- Alfred Otto Schwede (1915–1987), Schriftsteller, Übersetzer, Theologe (nach 1945 Pfarrer in Haynsburg), Nordistiker. Lebte zuletzt in Hohen Neuendorf.[4]
- Erhard Telle (1933–1991), Generalmajor der NVA

### Personen mit Bezug zum Ort
- Günter Heinz, Mathematiker (* 1954), Komponist, Musiker, aufgewachsen in Haynsburg, Ehrenbuch der Schule Haynsburg-Breitenbach 1. Juli 1968

## Sehenswürdigkeiten
- Burg Haynsburg mit Aussichtsturm (Bergfried), Motorradmuseum (vorwiegend DDR-Motorräder und Mopeds) und Heimatstube
- Ein kleiner "Freidenkerfriedhof" bei Haynsburg, angelegt im 19. Jh. auf Initiative von Adolf Reichard (1849–1929), einem in Goßra geborenen Freigeist, der mit berühmten Philosophen dieser Zeit korrespondierte. Er war Gastwirt in Haynsburg und Gründungsmitglied von Arbeiterturn- und Arbeiterbildungsvereinen.[5]
- sogenanntes "Wetterkreuz", wohl ein Sühnekreuz, mit kleeblattverzierten "Armen". Es steht an der Straße nach Katersdobersdorf.
- historische mehrbogige Steinbogen-Brücke westlich des Ortes über die Weiße Elster
- nördlich von Haynsburg befindet sich in der Elsteraue (nahe bei Raba) das Vorwerk Mödelstein, welches früher zum Amt Haynsburg gehörte[6]